# Beloved Enemy (groupe)
Pour les articles homonymes, voir Beloved Enemy.
Beloved Enemy est un groupe allemand de dark rock.

## Histoire
Beloved Enemy est formé en 2006 par le guitariste/producteur Peter Kafka,. Après avoir quitté Fiddler's Green pendant 15 ans (sous le nom de Peter Pathos et de Peter Kafka pour Beloved Enemy), Peter Müller écrit de nouvelles chansons dont le style est très différent de celui de l'ancien groupe et pour lesquelles il se met à la recherche d'un chanteur. Il le trouve en la personne d'Andrew Witzke, un Américain d'origine qui tient à l'époque le bar Soho à Nuremberg et y organise également des soirées karaoké en tant que Ski-King. Pour la batterie, les deux compères font appel à Martin « Dog » Kessler, qui a déjà une grande expérience en tant que batteur de studio et de scène et qui a également été membre de H-Blockx et qui joue entre-temps dans Abwärts et Ski's Country Trash. Ron Rauscher prend d'abord la deuxième guitare et Eddy, le bassiste de Purify, complète le line-up. Début 2008, il y a un changement à la deuxième guitare, depuis Chai Deveraux (Jesus on Extasy) est le cinquième membre du groupe.
Avec la chanson Virus Undead, Beloved Enemy contribue au titre du film Virus Undead, dans lequel Ski-King tient également un rôle. Beloved Enemy met également à disposition un morceau intitulé The Other Side pour le film Ludgers Fall. Des vidéos sont également tournées pour les deux chansons. Le premier album Enemy Mine sort en avril 2007 chez Twilight Vertrieb. et peu après, le groupe fait ses débuts en live au WGT 2007. De nombreux autres concerts suivent, notamment dans le cadre du Popkomm à Berlin ou de festivals comme le Summer Breeze, le Rockharz ou le Wacken Rocks South.
Leur deuxième album s'intitule Thank You for the Pain, et sort en 2011. Le 13 juillet 2013, ils jouent au Castle Rock Festival et y annoncent la dissolution du groupe. Bien qu'ils annoncent le 12 août 2014 sur leur page Facebook une nouvelle et dernière apparition au Castle Rock 2015, ils doivent l'annuler pour des raisons de santé : Peter Pathos contracte la maladie de Lyme après une morsure de tique et doit arrêter complètement de jouer de la guitare pendant deux ans au total. Il met relativement longtemps à s'en remettre, mais rien ne s'oppose alors à une réunion.
En mai 2019, le groupe annonce jouer dans sa dernière formation au Castle Rock Festival 2020, et qu'il travaille déjà sur de nouvelles chansons. Peu après, tous les membres du groupe envoient des messages vidéo à leurs fans, publiés sur Facebook, qui signalent une résurgence du groupe. Mais la pandémie de Covid-19 rend les concerts impossibles et Peter Pathos commence à réarranger et à enregistrer quelques chansons sous forme acoustique. L'EP Another Side sort le 30 janvier 2021, et contient quatre chansons connues sous une nouvelle forme ainsi que le single vidéo Mother. Le troisième album Back from the Other Side est annoncé pour la fin de l'été/l'automne 2021. En 2023, Beloved Enemy contribue deux chansons à la bande originale de la pièce radiophonique Wolfy. De plus, le chanteur Ski-King et le guitariste Peter Kafka apparaissent dans cette pièce radiophonique dans de petits caméos.

## Discographie
- 2007 : Enemy Mine (Twilight Vertrieb)
- 2011 : Thank You for the Pain (Rodeostar Records)
- 2021 : Another Side (EP, Hellmotors)